# Kurt Rey (labdarúgó)
Kurt Rey (1923. december 10. – ?) válogatott svájci labdarúgóhátvéd.

## Pályafutása
A Young Fellows Juventus labdarúgója volt. 1950-ben egy alkalommal szerepelt a svájci válogatottban. Részt vett az 1950-es brazíliai világbajnokságon.